# Elecciones locales en Andes (Antioquia) de 2000
Las Elecciones locales en Andes de 2000, se llevaron a cabo el 29 de octubre de 2000 en el municipio de Andes (Antioquia), donde fueron elegidos los siguientes cargos para un periodo de cuatro años contados a partir del 1° de enero de 2001:
- Alcalde de Andes (Antioquia)
- Gobernador de Antioquia.
- 13 miembros del Concejo municipal de Andes.
- 26 Diputados de la Asamblea de Antioquia.

## Candidatos a la Alcaldía
Para suceder al alcalde Rafael Ángel Pareja Quintero, se presentaron tres (3) candidaturas:

### Jaime De Jesús Arbeláez Restrepo
Partido Conservador.
Exalcalde del municipio de Andes durante el periodo 1995 - 1997 por el Partido Conservador, contó en esta ocasión con el apoyo de los hermanos Jaime y Francisco Zapata Ospina y de los líderes de la Alianza Social Indígena Alonso Tobón y Eulalia Yagarí González.

### Juan Carlos Gallego Ochoa
Partido Liberal.
El Exconcejal de Andes, Contó con el apoyo del senador Mario Uribe Escobar.

### Julio Humberto Arboleda Mejía
Movimiento Fuerza Progresista.

## Candidatos al Concejo Municipal
Para el Concejo Municipal de Andes, se eligen 13 concejales, quienes representan a los votantes tanto del centro urbano como los 5 corregimientos de Andes. En total se presentaron 36 listas al concejo municipal:
|  | 7,91 % |

|  | 4,75 % |

|  | 4,62 % |

|  | 4,28 % |

|  | 4,10 % |

|  | 3,90 % |

|  | 3,65 % |

|  | 3,24 % |

|  | 3,03 % |

|  | 2,92 % |

|  | 2,91 % |

|  | 2,90 % |

|  | 2,84 % |

|  | 2,63 % |

|  | 2,40 % |

|  | 2,26 % |

|  | 2,23 % |

|  | 2,21 % |

|  | 2,17 % |

|  | 2,13 % |

|  | 1,83 % |

|  | 1,56 % |

|  | 1,46 % |

|  | 1,45 % |

|  | 1,45 % |

|  | 1,43 % |

|  | 1,22 % |

|  | 1,17 % |

|  | 1,04 % |

|  | 0,92 % |

|  | 0,81 % |

|  | 0,74 % |

|  | 0,63 % |

|  | 0,63 % |

|  | 0,57 % |

|  | 0,53 % |

|  | 0,53 % |

|  | 2,69 % |

|  | 7,94 % |